# Genaphthona
Genaphthona là một chi bọ cánh cứng trong họ Chrysomelidae.
Chi này được miêu tả khoa học năm 1956 bởi Bechyne.

## Các loài
Chi này gồm các loài:
- Genaphthona pryscilla Bechyne, 1986